# Pulau Berkas
Pulau Berkas représente une petite île et trois îlots de sable situés dans le sud de l'île principale de Singapour. 

## Géographie
Situés au nord de Pulau Pawai, les trois bancs de sable et l'île s'étendent sur environ 2 km de longueur pour une largeur approximative de 1,2 km.